# Gustavo Salazar
Gustavo Salazar Delgado (* um 1965) ist ein peruanischer Badmintonspieler. 

## Karriere
Gustavo Salazar gewann in Peru 19 nationale Titel. 1993 siegte er bei der Panamerikameisterschaft, 1996 bei den Peru International. Nach seiner aktiven Karriere war er als Funktionär aktiv, unter anderem auch als Präsident des peruanischen Badmintonverbandes.

## Sportliche Erfolge
| Saison | Veranstaltung           | Disziplin    | Platz | Name                                     |
| ------ | ----------------------- | ------------ | ----- | ---------------------------------------- |
| 1982   | Peru: Meisterschaft     | Mixed        | 1     | Gustavo Salazar / Gloria Jiménez         |
| 1984   | Südamerikameisterschaft | Mixed        | 1     | Gustavo Salazar / Gloria Jiménez         |
| 1984   | Peru: Meisterschaft     | Herrendoppel | 1     | Gustavo Salazar / Alfredo Salazar        |
| 1985   | Peru: Meisterschaft     | Herreneinzel | 1     | Gustavo Salazar                          |
| 1985   | Peru: Meisterschaft     | Herrendoppel | 1     | Gustavo Salazar / Alfredo Salazar        |
| 1987   | Peru: Meisterschaft     | Herreneinzel | 1     | Gustavo Salazar                          |
| 1987   | Peru: Meisterschaft     | Herrendoppel | 1     | Federico Valdez / Gustavo Salazar        |
| 1988   | Peru: Meisterschaft     | Herrendoppel | 1     | Federico Valdez / Gustavo Salazar        |
| 1988   | Peru: Meisterschaft     | Herreneinzel | 1     | Gustavo Salazar                          |
| 1988   | Südamerikameisterschaft | Mixed        | 1     | Gustavo Salazar / Gloria Jiménez         |
| 1988   | Südamerikameisterschaft | Herrendoppel | 1     | Federico Valdez / Gustavo Salazar        |
| 1988   | Südamerikameisterschaft | Herreneinzel | 1     | Gustavo Salazar                          |
| 1989   | Peru: Meisterschaft     | Herreneinzel | 1     | Gustavo Salazar                          |
| 1989   | Peru: Meisterschaft     | Herrendoppel | 1     | Federico Valdez / Gustavo Salazar        |
| 1989   | Peru: Meisterschaft     | Mixed        | 1     | Gustavo Salazar / Ximena Bellido         |
| 1990   | Südamerikameisterschaft | Herreneinzel | 1     | Gustavo Salazar                          |
| 1990   | Südamerikameisterschaft | Herrendoppel | 1     | Mario Carulla / Gustavo Salazar          |
| 1990   | Peru: Meisterschaft     | Herreneinzel | 1     | Gustavo Salazar                          |
| 1991   | Peru: Meisterschaft     | Herreneinzel | 1     | Gustavo Salazar                          |
| 1991   | Peru: Meisterschaft     | Mixed        | 1     | Gustavo Salazar / Teresa Montero         |
| 1992   | Peru: Meisterschaft     | Herreneinzel | 1     | Gustavo Salazar                          |
| 1992   | Peru: Meisterschaft     | Mixed        | 1     | Gustavo Salazar / Teresa Montero         |
| 1992   | Peru: Meisterschaft     | Herrendoppel | 1     | Gustavo Salazar / Mario Carulla          |
| 1993   | Panamerikameisterschaft | Mixed        | 1     | Gustavo Salazar / Teresa Montero         |
| 1994   | Peru: Meisterschaft     | Herrendoppel | 1     | Gustavo Salazar / G. Salazar             |
| 1995   | Peru: Meisterschaft     | Herrendoppel | 1     | Gustavo Salazar / José Antonio Iturriaga |
| 1996   | Peru International      | Herrendoppel | 1     | José Antonio Iturriaga / Gustavo Salazar |
| 1996   | Südamerikameisterschaft | Herrendoppel | 1     | Mario Carulla / Gustavo Salazar          |